# Martin Dobrizhoffer
Martin Dobrizhoffer, avstrijski jezuit, rimskokatoliški duhovnik in misijonar, * 7. september 1717, Gradec, 17. julij 1791.